# Cantó de Sainte-Marie-1
El cantó de Sainte-Marie-1 és una divisió administrativa francesa situat al departament de Martinica a la regió de Martinica.

## Composició
El cantó comprèn la fracció Nord de la comuna de Sainte-Marie.

## Administració
| Període                                  | Identitat            | Partit        | Qualitat |
| ---------------------------------------- | -------------------- | ------------- | -------- |
| 2004-2014                                | Fred Michel Lordinot | Divers gauche |          |
| Les dades anteriors no són pas conegudes |                      |               |          |